# Saladar de Lo Poyo
El saladar de Lo Poyo es un espacio protegido situado en la ribera del Mar Menor, entre Los Urrutias y Los Nietos, en el municipio de Cartagena en la comunidad autónoma de la Región de Murcia en España.
Como lugar protegido se encuentra incluidos dentro de los denominados Espacios abiertos e islas del Mar Menor con la categoría de Parque natural, LIC y ZEPA.

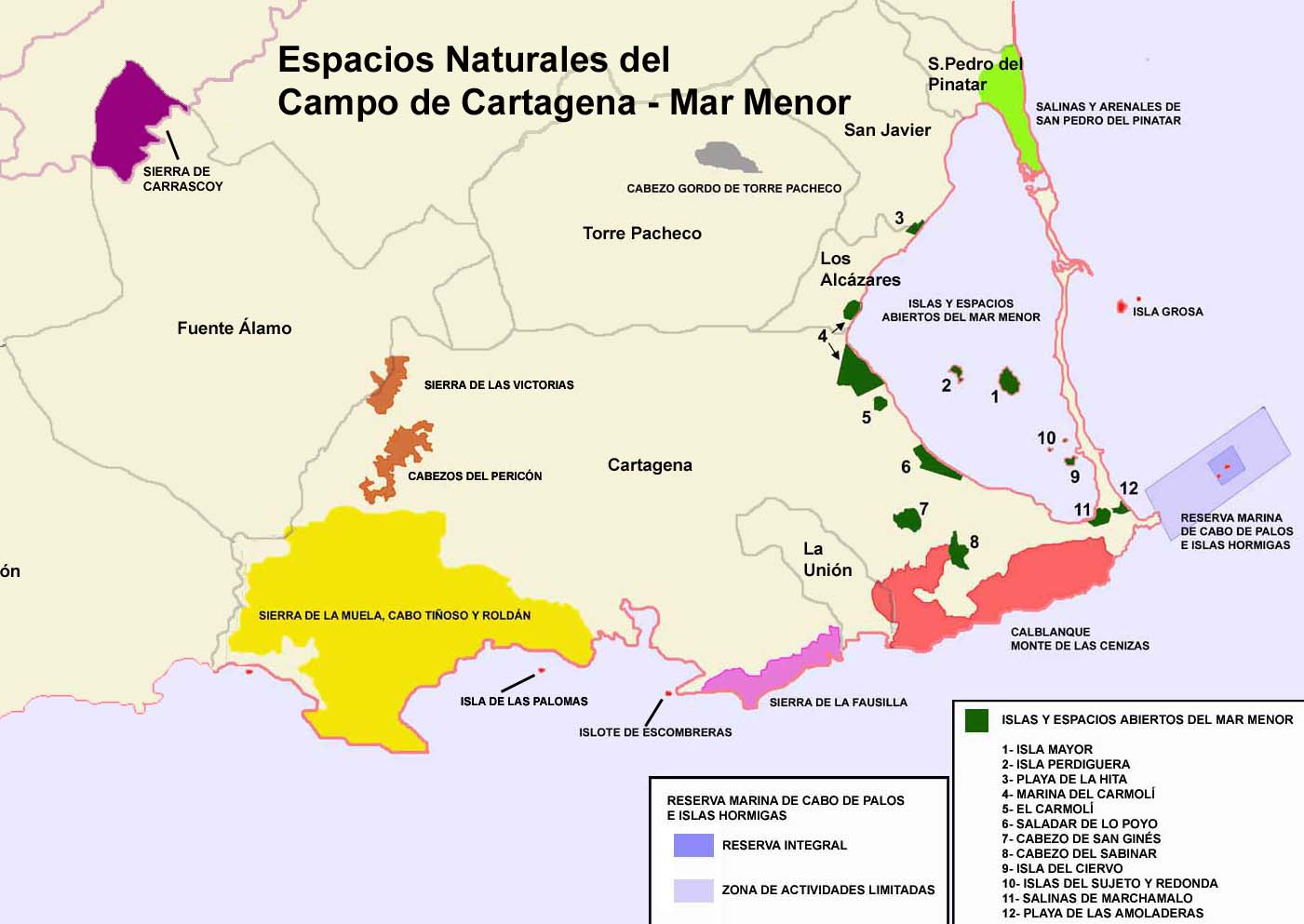
Situación de Lo Poyo dentro de los espacios protegidos del Campo de Cartagena. Número 6 del plano.

El espacio protegido de Lo Poyo se conforma como un criptohumedal ubicado al sur del litoral del Mar Menor. Está constituido por unas antiguas salinas, en la actualidad abandonadas, que se ejecutaron sobre una primitiva laguna interior.

## Vegetación
La vegetación se distribuye en tres zonas bien diferenciadas. Por la singularidad y diversidad de las especies presentes en este espacio, las zonas de arenales y saladares han sido propuestas como microrreserva botánica.

### Carrizales
Formado mayoritariamente por carrizos (Phragmites australis), los cuales ocupan las zonas desecadas de las antiguas salinas.

### Arenales
Situados sobre en la banda de arena que separa las antiguas salinas del mar. En estos arenales, pueden encontrarse especies propias de la vegetación dunar como la zanahoria marítima (Echinophora spinosa), la siempreviva amarilla (Helichrysum stoechas), la hierba pincel (Coris monspeliensis), la azucena de mar (Pancratium maritimum) o el cambrón (Lycium intricatum). Destaca especialmente la presencia de algunos ejemplares de la esparraguera del Mar Menor (Asparagus macrorrhizus), una especie endémica del entorno de la laguna y en peligro crítico de extinción.

### Saladares
Un saladar se caracteriza por poseer un suelo cargado de sales (principalmente cloruros) y que, además, suele poseer un nivel freático próximo a la superficie. La vegetación que crece sobre estos suelos, capaz de tolerar la sal, se denomina halófita.
En el caso del saladar de Lo Poyo, esta vegetación está compuesta mayoritariamente por sosa (Suaeda vera) sosa alacranera (Sarcocornia fruticosa), siempreviva morada (Limonium caesium), lechuga de mar (Limonium cossonianum) y taray (Tamarix boveana).

## Problemas medioambientales
Algunos lugares de este espacio protegido se encuentran especialmente alterados por la presencia de residuos con altos contenidos en metales pesados - plomo y zinc principalmente- así como arsénico, producto del lavado del mineral procedente de la cercanas minas de La Unión, que han llegado a este espacio a través de las ramblas que desembocan en el Mar Menor.
Recientes estudios realizados por la Universidad Politécnica de Cartagena proponen, como medio para limpiar estos espacios contaminados, la inundación de los antiguos humedales y la reforestación con diversas especies vegetales
En el Saladar de Lo Poyo hay millones de toneladas de residuos mineros transportados por la Rambla del Beal con cantidades de cinc de hasta 31.000 mg/kg y de plomo de hasta 18.000 mg/kg (1.000 mg/kg ya es muchísimo), existiendo también muy altas concentraciones de manganeso, cadmio, arsénico y cobre.
Por otro lado, los arenales se encontraban profundamente degradados debido al paso incontrolado de vehículos y la presencia de especies alóctonas. Recientemente, en 2014, los caminos que cruzaban los arenales han sido cortados, la vegetación alóctona eliminada, y se ha realizado una campaña de reforestación con especies autóctonas, entre las que destaca la sabina de las dunas (Juniperus turbinata), especie en peligro de extinción en la Región de Murcia.

## Galería fotográfica

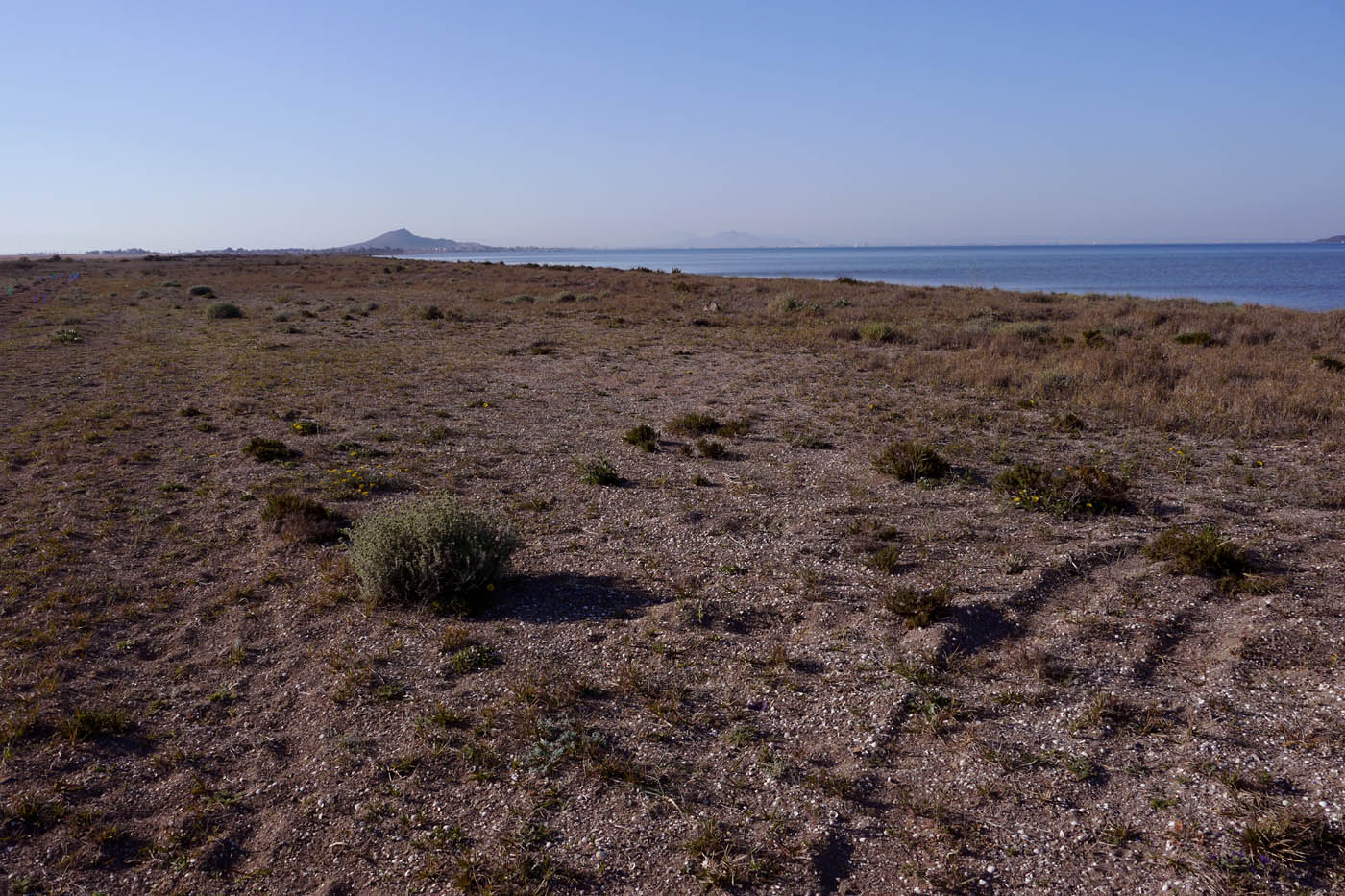
Vista del Carmolí desde Lo Poyo
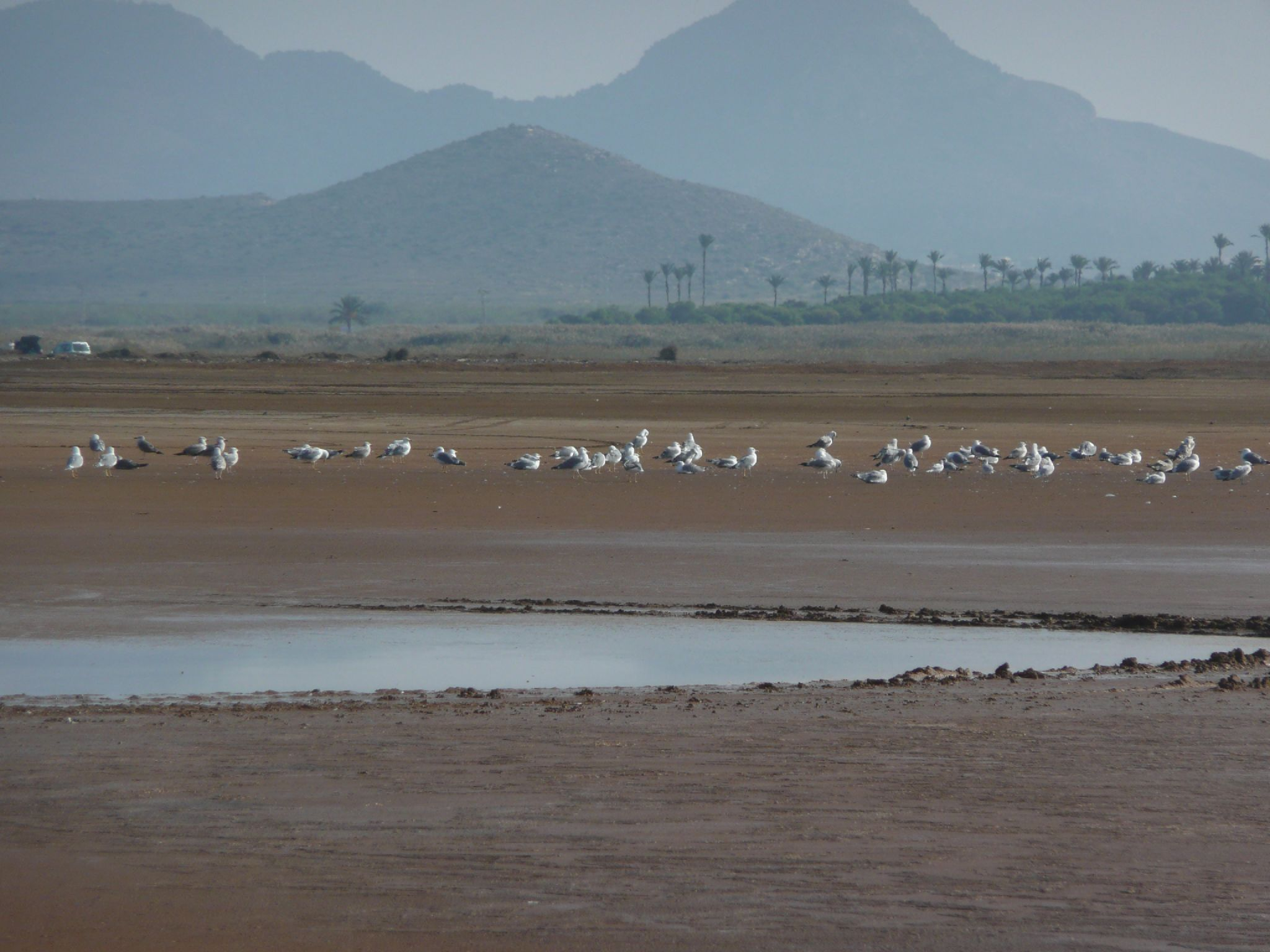
Aves en Lo Poyo
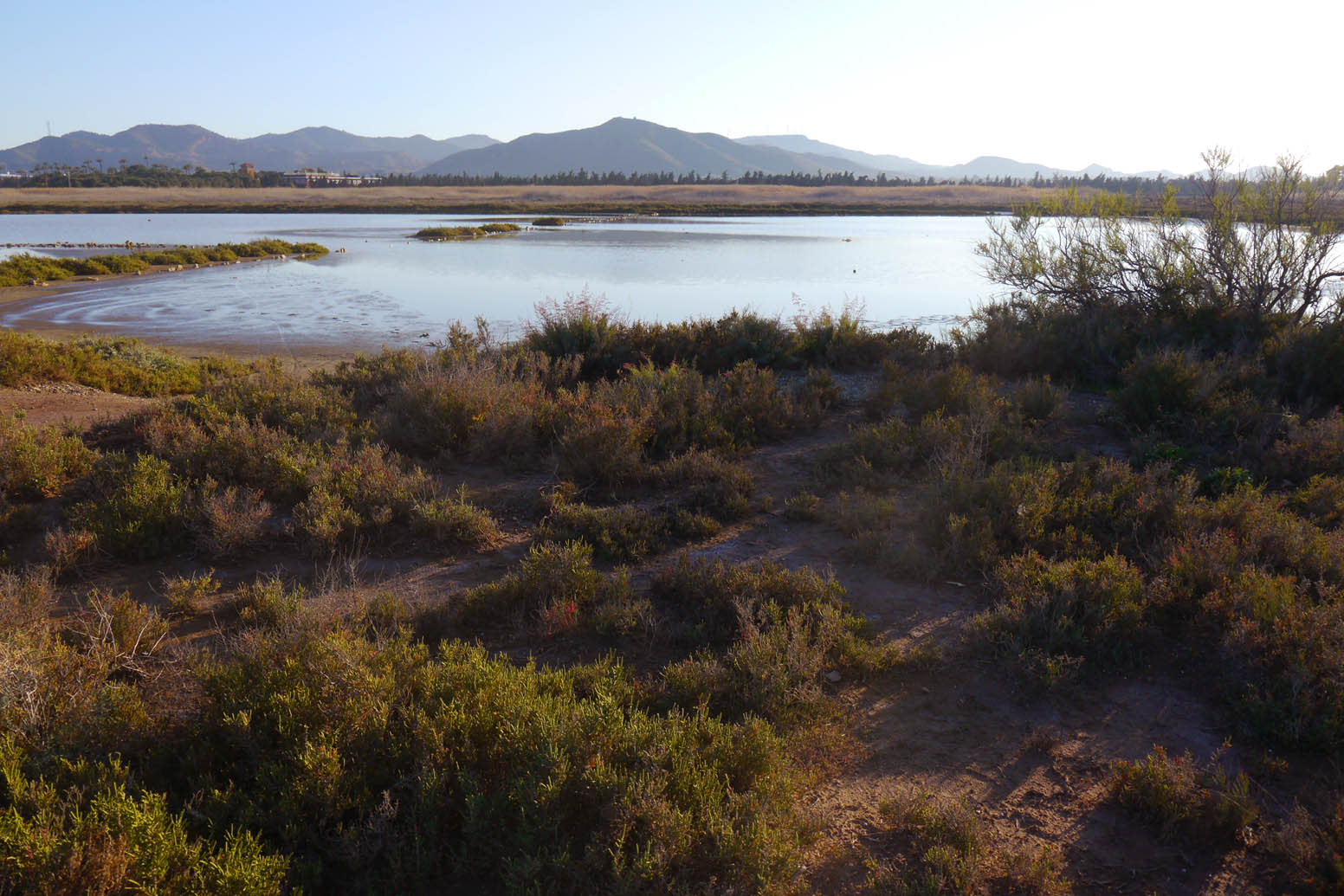
Lo Poyo
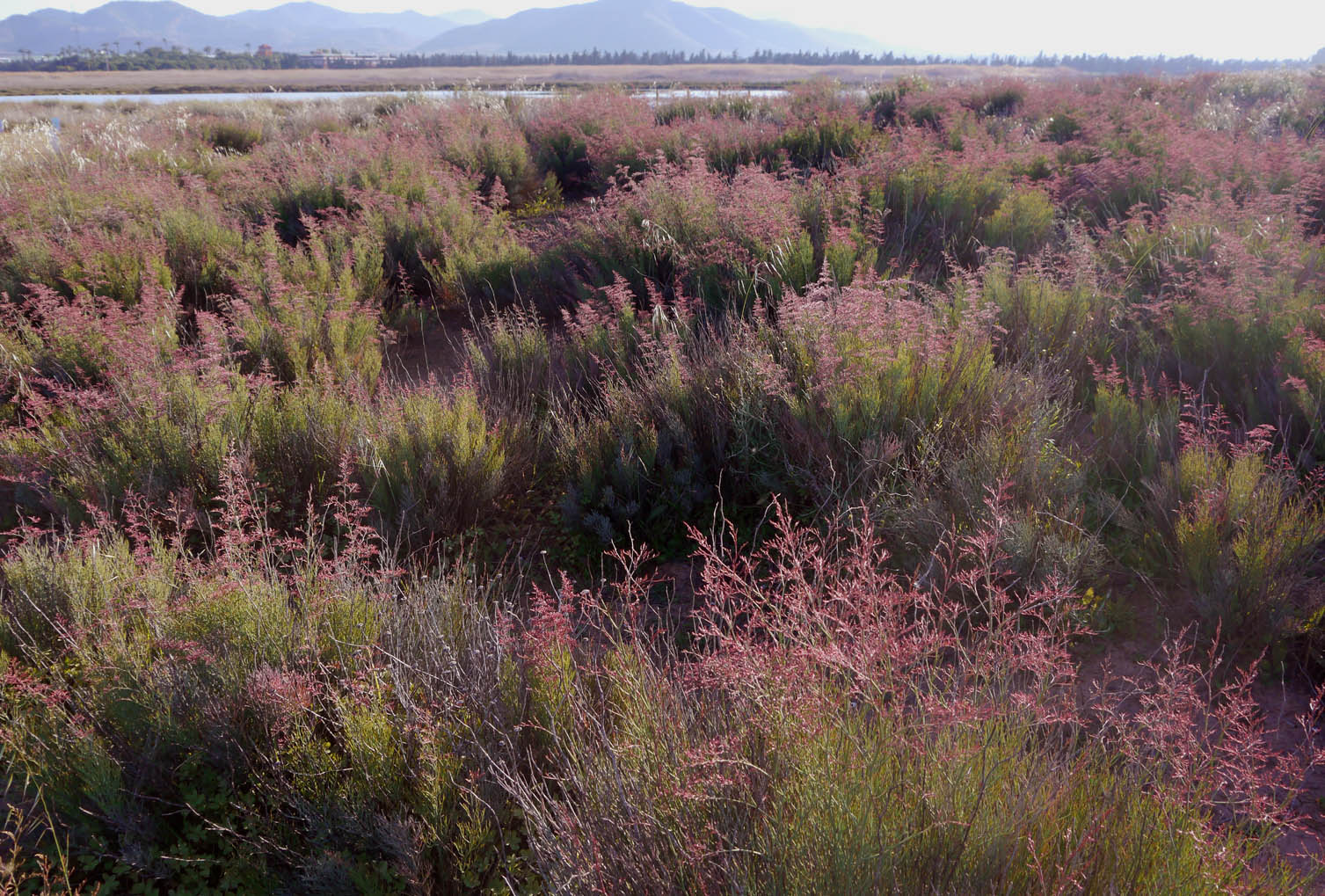
Ejemplares de siempreviva morada (Limonium caesium).
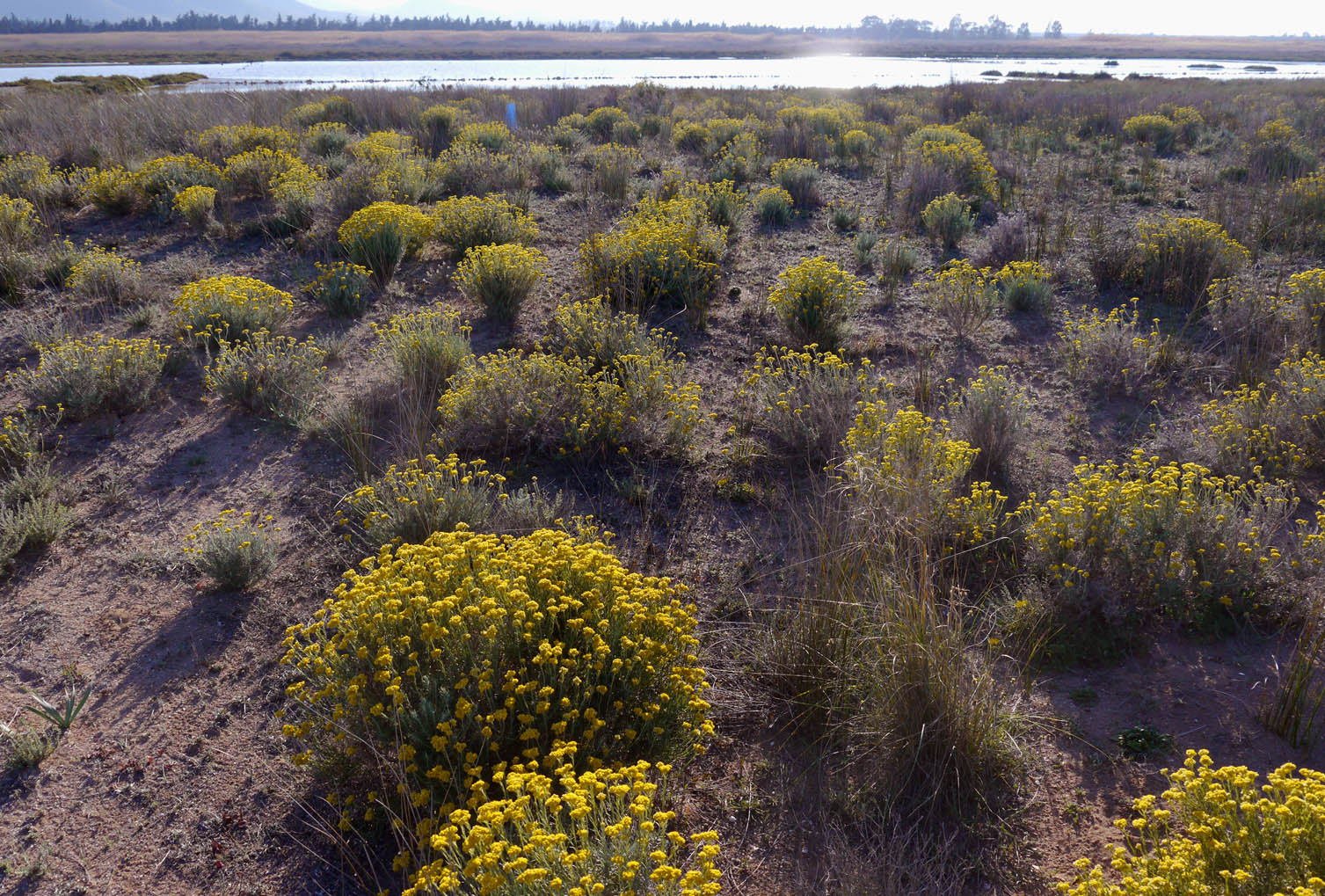
Siempreviva amarilla (Helichrysum stoechas) en la zona de arenales.
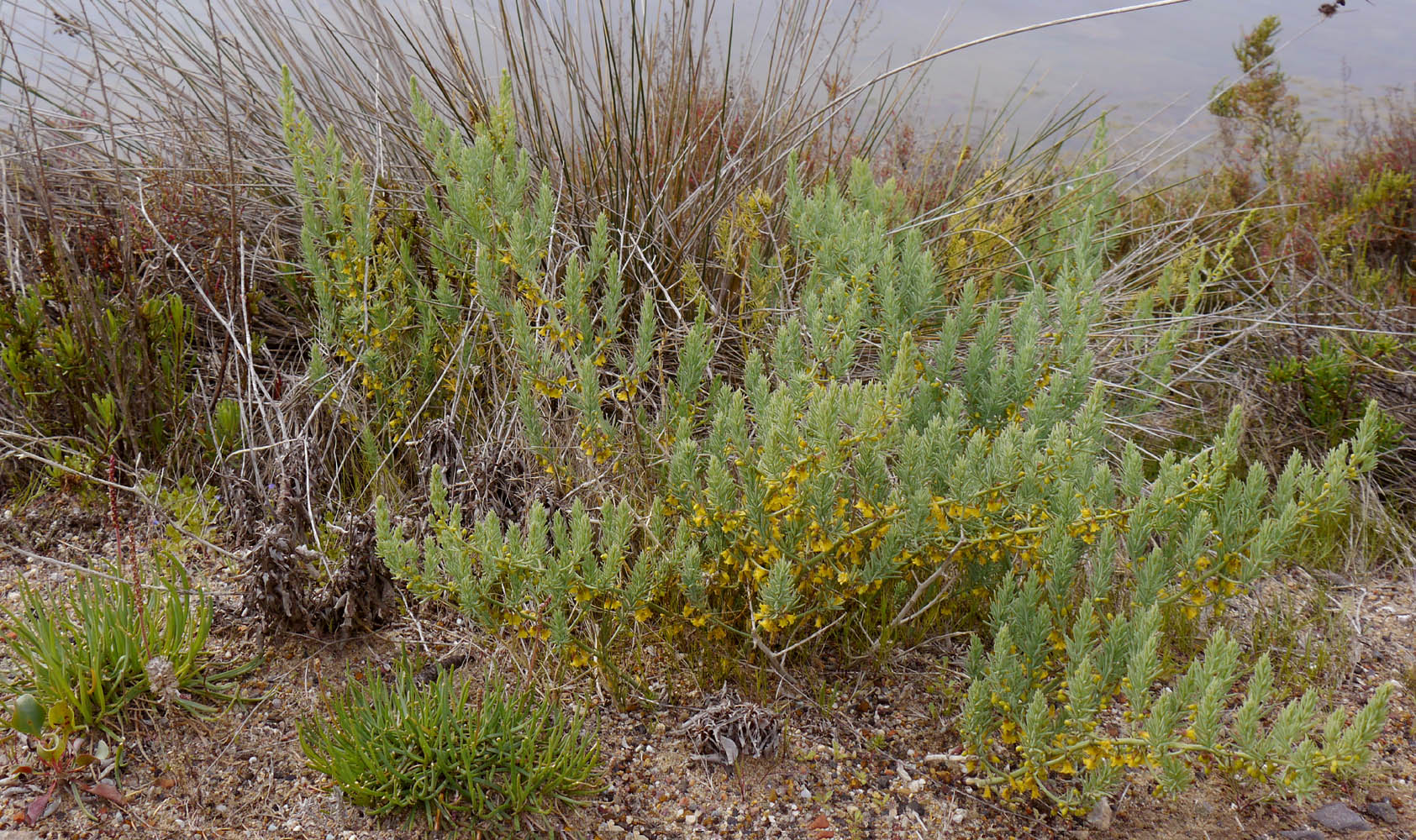
Esparraguera del Mar Menor, especie en peligro crítico de extinción.
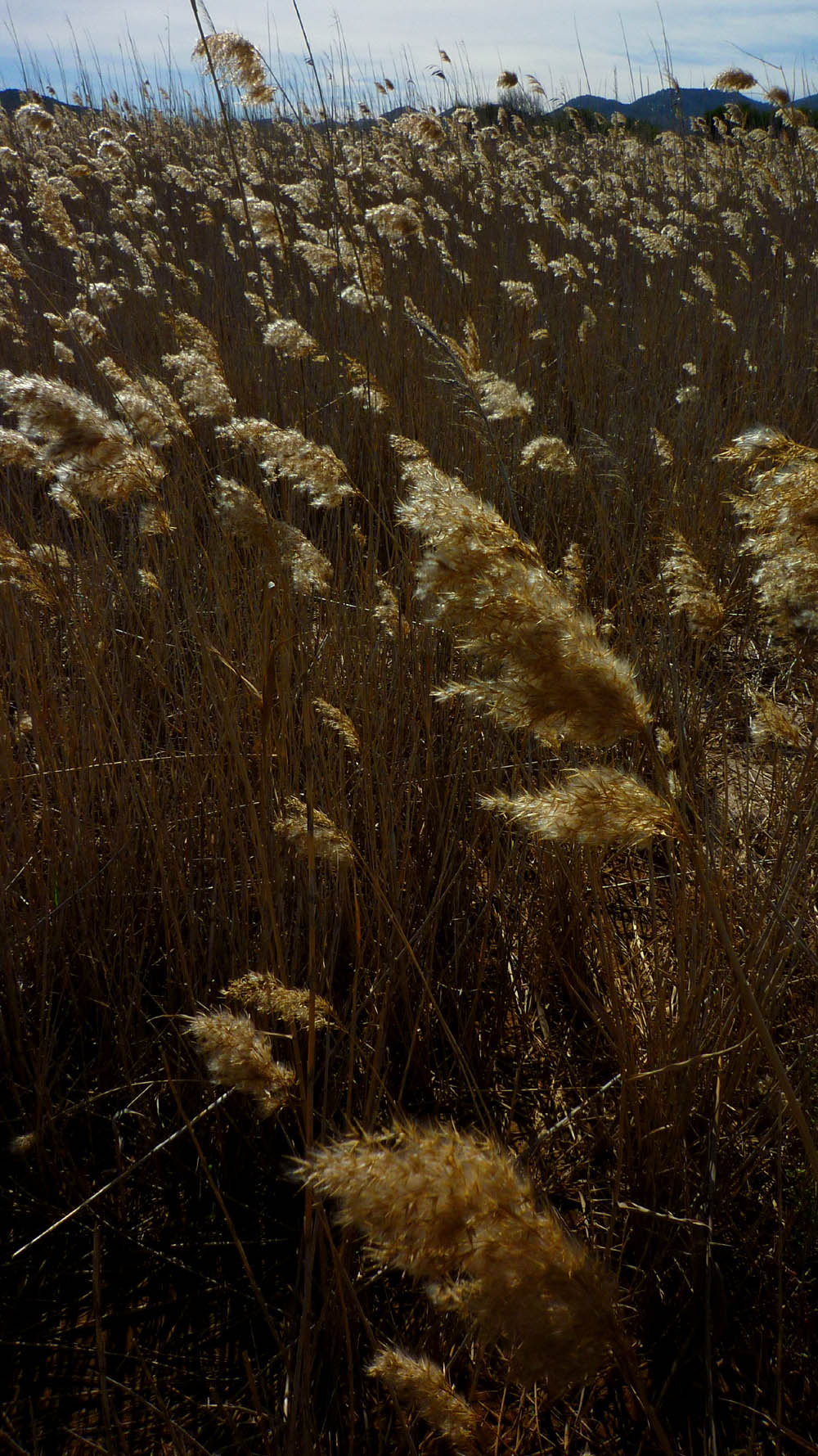
Carrizo (Phragmites australis).
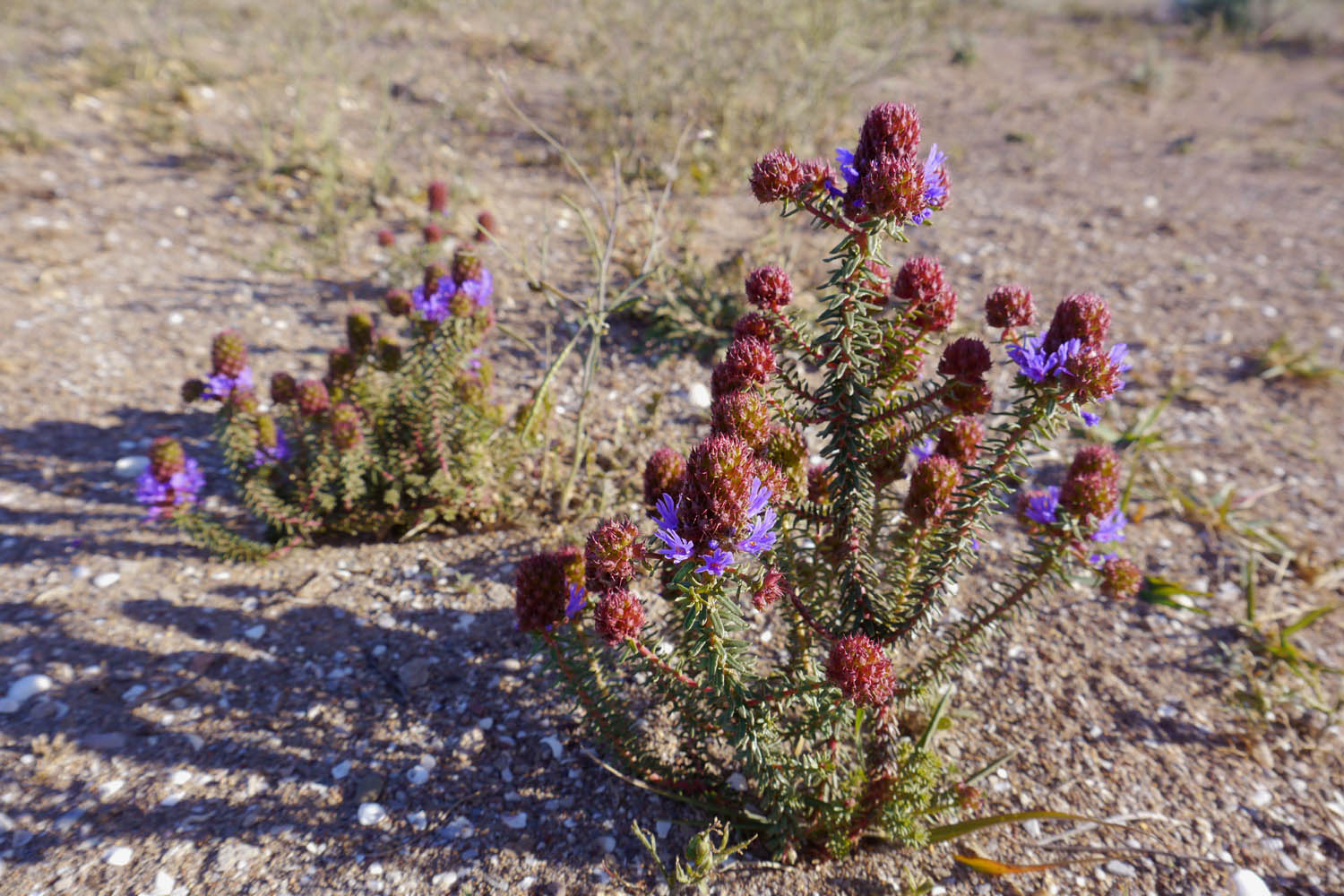
Coris monspeliensis.